# Yiinthi lycodes
Yiinthi lycodes är en spindelart som först beskrevs av Tord Tamerlan Teodor Thorell 1881.  Yiinthi lycodes ingår i släktet Yiinthi och familjen jättekrabbspindlar. Inga underarter finns listade i Catalogue of Life.